# 1951年中国大陆

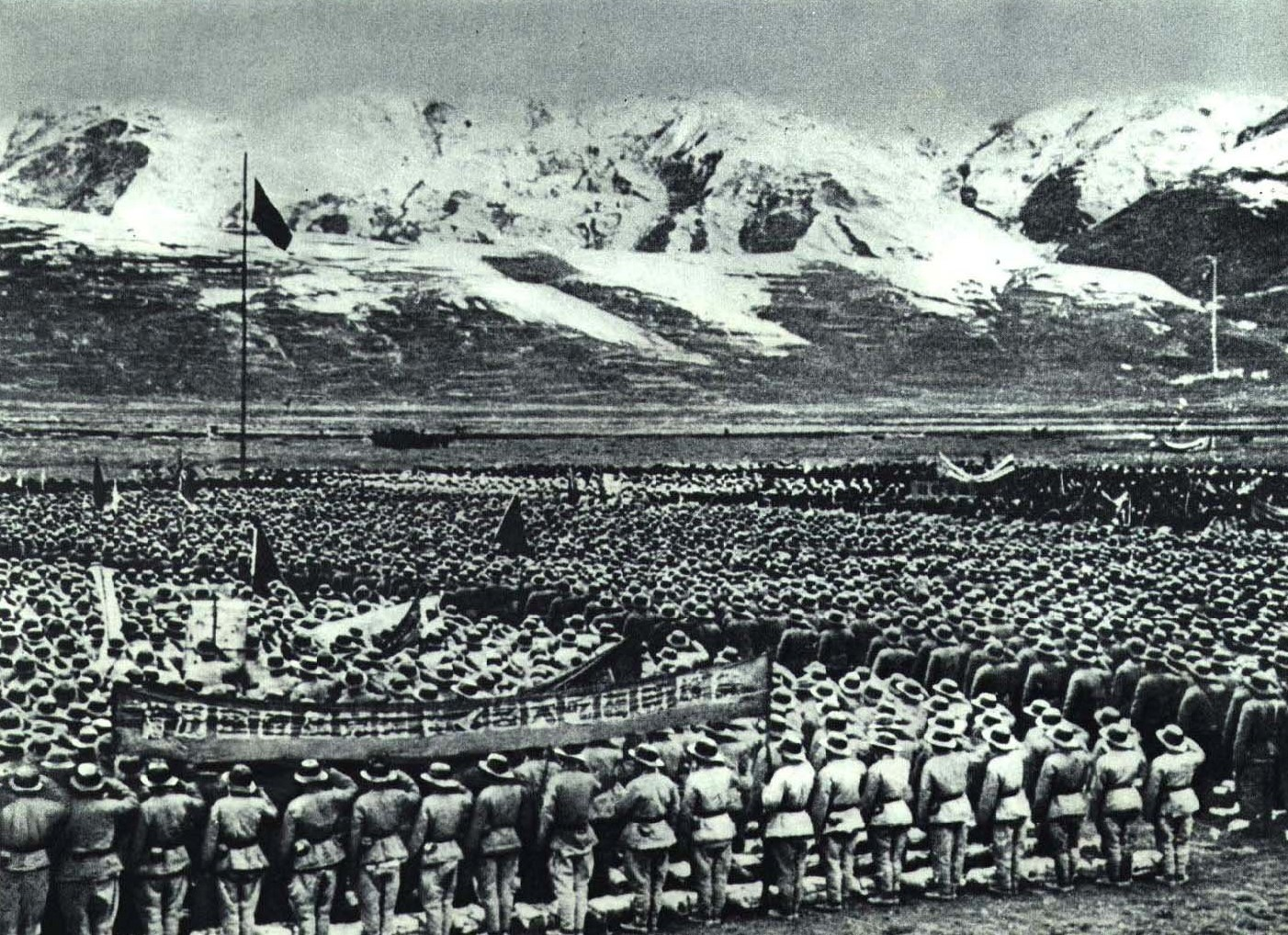
1951年攻佔西藏

| 中国历史 / 中国历史年表 |
| 世紀： 19世纪中国 / 20世纪中国 / 21世纪中国 |
| 年代： 1920年代中国 / 1930年代中国 / 1940年代中国 / 1950年代中国大陆 / 1960年代中国大陆 / 1970年代中国大陆 / 1980年代中国大陆                     |
| 年份： 1947年中国 / 1948年中国 / 1949年中国 / 1950年中国大陆 / 1951年中国大陆 / 1952年中国大陆 / 1953年中国大陆 / 1954年中国大陆 / 1955年中国大陆 |
| 纪年： 辛卯年（兔年）、中华人民共和国成立2周年 |

## 大事記
- 農業收成增加8%[1]:946。
- 工業生產比上一年增長38%[1]:946。
- 財政預算中赤字占總支出14%，決算時只占11%左右[1]:956。
- 財政赤字增加2.5%[1]:956。

### 1月
- 1月1日——中国人民志愿军将联合国军驱逐到三八线以南。
- 1月4日——中国人民志愿军攻克汉城。
- 1月13日——毛澤東請陳毅考慮對廈門計劃增加防禦兵力，加強防禦工事、砲兵及高射炮，儲備糧食彈藥，派去得力指揮人員，並須預籌中國大陸向廈門之增援計劃，務必擊退進犯之國軍，確保廈門之目的，通知葉飛速籌對策電告；並請鄧子恢及譚政必須迅速部署廣東1個軍及湖南第64軍於汕頭及海陸豐，並設立指揮機關指揮2個軍[2]:24。
- 1月15日——中国人民解放军军事学院在南京成立。
- 1月16日——周恩來關於1951年財政收支總概算的實施方針的報告記錄：「在戰爭方面，設想美帝國主義在今年來進攻中國的大陸是不可能的，雖然如此，我們卻仍然應當準備這一着。……此外，我們也要準備敵人可能轟炸和封鎖中國大陸。」[1]:949-950
- 1月17日——周恩來致電聯合國大會第一委員會，提出召開七國會議、迅速結束朝鮮戰爭及和平解決亞洲問題之四項建議[1]:937。中国和朝鲜军队占领汉城。

### 2月
- 2月14日——至2月16日，中共中央政治局舉行擴大會議，討論「三年準備，十年建設」，強調：進行大規模經濟建設的準備時間，從現在起，還有二十二個月，必須從各方面加緊進行工作[1]:965。會後，中共中央責成中央人民政府政務院財政經濟委員會（簡稱中財委）開始編制第一個五年計劃；政務院總理周恩來和副總理兼中財委主任陳雲領導「一五」計劃的編制，由中財委具體實施[3]:701。
- 2月21日——颁布《中华人民共和国惩治反革命条例》，“首恶者必办，胁从者不问，立功者受奖”。
- 2月23日——政务院通过《中华人民共和国劳动保险条例》。

### 3月
- 3月5日——中共中央发出《关于积极推进宗教革新运动的指示》。
- 3月7日——联合国军反攻中国人民志愿军。
- 3月9日——周恩來在第75次1政務會議上的發言記錄：「去年、今年、明年的工作都是建設的準備工作。兩年後，在此基礎上進行建設。」[1]:948。
- 3月14日——志愿军丢失汉城。
- 3月20日——中共中央下发《关于加强理论教育的决定（草案）》，全体党员学习马列主义、毛泽东思想。
- 3月28日——中共中央第一次全国组织工作会议。本次会议，刘少奇作《共产党员标准的八项条件》、《为更高的共产党员的条件而斗争》。通过《关于整顿党的基层组织的决议》。4月9日会员结束。

### 4月
- 西藏噶厦政府首席代表阿沛·阿旺晋美到北京谈判。
- 4月初——中蘇友好協會在中蘇經濟文化交流等做許多工作，會員達537萬多人[3]:608。
- 4月11日——美军机20多架次侵入福州、莆田、厦门等地侦察骚扰。
- 4月13日——美机30多架侵入福州、厦门等地上空盘旋侦察。

### 5月
- 5月7日——劉少奇在中共第一次全國宣傳工作會議上作報告説：「因為僅僅依靠農村的條件不能搞社會主義，農業社會化要依靠工業。」[3]:637-639青帮黄金荣向上海军管会呈交《自述悔过书》。
- 5月20日——《人民日报》发表社论《应当重视〈武训传〉的讨论》，大规模批判电影《武训传》。
- 5月21日——中华人民共和国与巴基斯坦建交。
- 5月23日——解放軍脅達賴代表在北京簽訂「和平解放西藏辦法的協議」[4]:177。
- 5月中旬——中共中央指導公安部召開第三次全國公安會議，會議最後確定，從1951年6月到9月內，中國各地一律停止捕人（現行犯除外），集中清理積案[3]:622。
- 5月至6月間——劉少奇寫《讀鄧子恢和高崗同志兩篇文章的筆記》：一切事物的構成都是矛盾的構成，國營工廠的內部結構當然也是如此；在國營工廠內部，階級矛盾沒有了，但矛盾仍然存在，這就是「國營工廠管理機關與工人群眾之間的矛盾，就是國營工廠內部的公私矛盾」，這是一種「不容否認的、客觀存在的、真正的矛盾，是在長時期內要我們來認真地加以調整和處理的矛盾」；矛盾概括為「工人階級和人民內部的矛盾和關係」；「目前在國營工廠中所發生的一切問題，差不多都是從這個基本問題上發生出來的，或與這個基本問題有關係的。」[3]:676-676

### 6月
- 周恩來病倒，遵照毛澤東建議和政治局決定，到大連休養一個多月[1]:947。
- 6月23日——蘇聯駐聯合國代表馬立克再一次提出建議和平解決朝鮮問題，並提議以交戰雙方「談判停火與休戰」和雙方「把軍隊撤離三八線」作為第一個步驟，建議立刻得到中華人民共和國響應[1]:937。
- 6月30日——當戰線基本穩定在三八線南北後，李奇微以「聯合國軍總司令」之名義，發表聲明表示願意接受停戰談判建議[1]:937-939。

### 7月
- 劉少奇代表中共中央起草的轉發勞動部部長、中華全國總工會主席李立三《關於調整工資情況的綜合報告》的批語手稿：「工資問題對於工人階級來説，猶如土地問題對於農民一樣，是一個十分重要的基本問題。如果我們黨的一切組織不認真地研究這個問題，就不能正確地處理這個問題，而如果不正確地處理工資問題，我們就不能建立與工人階級的密切聯繫，就不能取得工人階級對於我們黨的全心全意的支持，就使我們不能依靠工人階級去搞好生產並搞好其他各種工作。」[3]:647-648
- 7月1日——朝鮮人民軍總司令金日成和中國人民志願軍司令員彭德懷聯合發表聲明，同意與李奇微舉行停戰談判[1]:939。
- 7月10日——朝鲜战争停战谈判之首次會議在朝鮮三八線上之开城西北郊來鳳莊舉行[1]:939。
- 7月15日——《人民日报》发表评论《保护正当的信仰自由，取缔反革命的“圣母军”》
- 7月21日——美军8架F-94型喷气式战斗机侵入中国东北地区领空，被解放军空军击落7架[5]。
- 7月22日——李弥反攻云南战役失败，退回缅甸。
- 7月23日——《人民日报》公布毛泽东亲笔修改的《武训历史调查记》，称武训“大流氓、大债主和大地主”。
- 7月26日——朝鲜战争停战谈判达成谈判议程协议，后因美方要求陷于僵局。

### 8月
- 8月3日——周恩來稱：「既保證國防急需，又照顧財政狀況及市場的繼續穩定，同時也着手準備經濟建設的準備工作——三年準備，十年建設。」[1]:948-949。
- 8月7日——美軍在板門店地區以輕機槍、衝鋒槍向中朝方面徒手人員射擊[1]:940。
- 8月8日——周恩來為毛澤東起草的致李克農並告金、彭電，手稿：「敵人因為懂得我們不會在這類枝節問題上與之破裂，故得一再使用流氓挑釁和恫嚇，我們在這類事件上與之破裂是不必要的，但如表示軟弱，不給以嚴正回駁，對板門店事件不立即抗議，那正中敵人的恫嚇詭計。」[1]:940-941
- 8月18日——朝鲜战争夏秋防御战役开始。10月22日结束。
- 8月19日——美軍由武裝人員侵入開城中立區，襲擊中朝方面軍事警察，打死排長姚慶祥[1]:940。
- 8月22日——美軍以軍用飛機掃射、轟炸中朝方代表團住所，使停戰談判無法繼續而陷於中斷[1]:940。
- 8月底——全國在3億1千餘萬農業人口之地區內完成土地革命，占應該實行土地改革地區3/4以上[1]:946。

### 9月
- 北京举行第一次中国全国民族教育工作会议。
- 9月11日——美方被迫第一次承認美機掃射中立區事件之後，中朝方就提議立即恢復停戰談判[1]:941。
- 9月20日——中共中央召开全国第一次互助合作会议，通过《关于农业生产互助合作的决议（草案）》。30日结束。
- 9月29日——北京、天津高等学校教师学习会，周恩来作《关于知识分子的改造问题》的报告。

### 10月
- 中共中央召開政治局擴大會議，決定在全國各條戰線開展一個精兵簡政、增產節約運動，主要內容是：整編部隊，加強國防力量；精簡機構，提高工作效率；增產節約，準備國家大規模建設；平衡收支，繼續穩定物價[1]:957。
- 鎮壓反革命鬥爭作為全國性的運動基本結束[3]:622。
- 10月初——全國總工會黨組書記李立三就黨內在工會工作方針上爭論向毛澤東寫報告，反映兩種意見，一是在國營企業中公私利益完全一致，沒有矛盾，「公私兼顧」政策不適用於國營企業；另一是國營企業中公私利益是基本一致，但工人生活和勞動條件等是有矛盾，是工人階級內部矛盾，可以公私兼顧取得解決；李立三同意後一種意見，毛澤東不同意，並嚴厲批評李立三[3]:677。
- 10月12日——《毛泽东选集》第一卷出版。
- 10月23日——中國人民政治協商會議第一屆全國委員會第三次全體會議在北京開幕，毛澤東在開幕詞中提出：增加生產，厲行節約，以支援中國人民志願軍，是中國人民今天的中心任務[1]:957。
- 10月25日——朝鲜战争停战谈判雙方代表團复会[1]:941。
- 10月26日——解放军进驻拉萨。
- 10月28日——马力克阿吉自任大突厥主义伊斯兰党总指挥，叛乱，被当地驻军击溃。

### 11月
- 根據毛澤東意見，中共中央解除李立三全國總工會主席和黨組書記職務，批准成立由劉少奇、李富春、彭真、賴若愚、李立三、劉寧一組成全國總工會黨組幹事會，指導全國總工會工作[3]:677。
- 11月1日——周恩來在中國人民政治協商會議第一屆全國委員會第三次全體會議上的總結發言記錄：「我們這次會議響應毛主席的號召，把增產節約運動作為我們會議的重要任務之一。增產節約的主要意義是為了要支持抗美援朝和國家建設。」[1]:957中共東北局第一書記高崗向中央作關於開展增產節約運動，進一步深入開展反貪污、反浪費、反官僚主義鬥爭之報告[3]:650-651。
- 11月3日——周恩來在第109次政務會議上的發言記錄：「戰爭勝利、物價穩定和進行建設，就是我們今後一年工作的三項要求。」[1]:949
- 11月22日——周恩來在青年團一屆二次中央全會上的政治報告記錄稿：「美國在朝鮮問題上不能不談判停戰。由於內政外交原因，他不能不拖一下，但不敢破裂，而只能破壞。破壞多了，得承認錯誤。拖得久了，得轉彎讓步。目前談成的可能性增長，但拖的可能性還存在，全面破裂的可能性不大。……我們的談判方針是：爭取公平合理的就地停戰，使之成為和平解決朝鮮乃至遠東其它問題的第一步。不怕破裂，也不怕拖。願和，但也不急。」[1]:941
- 11月27日——朝鲜战争停战谈判就第二项议程达成协议。劉少奇在夫人王光美陪同下離開北京，先到天津，再沿津浦鐵路南下[3]:648。全國總工會黨組幹事會實際上由李富春負責[3]:677。
- 11月30日——中共中央发出《关于在学校中进行思想改造和组织清理工作的指示》。学校教职员和高中以上学生普遍开展学习马列主义、毛泽东思想，开展批评和自我批评，进行自我教育和自我改造；分清革命和反革命，树立为人民服务的思想。

### 12月
- 劉少奇在上海對宋慶齡説：「孫中山先生是偉大的革命家，是我們的老師。我們現在實行的新民主主義就是繼承了孫中山先生的新三民主義。」[3]:648-649。
- 12月1日——解放軍張國華、范明等部會師拉薩[4]:177。中共中央作出《关于实行精兵简政、增产节约、反对贪污、反对浪费和反对官僚主义的决定》[6]:205-206，《決定》由周恩來指導起草，報請毛澤東審閱批准，再經周恩來定稿後發出[1]:958。三反运动正式开始[6]:206。
- 12月8日——中共中央又發出毛澤東起草之《關於反貪污鬥爭必須大張旗鼓地去進行的指示》[1]:958。
- 12月底——鄧子恢在中南局會議上就「工會立場」問題作檢討，並向毛澤東報告[3]:677。

## 水灾
农田受灾面积417.3公顷，辽河中下游洪水，辽宁、吉林2省33个县市受灾，受灾农田37.6万公顷，死亡3100人。沈山、长大铁路停运47天。鲁北德州、惠民地区水灾。渭河、第二松花江和拉林河大水。  
　　

## 逝世人物
- 2月23日，张伯苓，中国南开学校创办人（1876年出生）
- 4月17日，卢前，中国文学家（1905年出生）